# راشانا
راشانا، هي قرية لبنانية من قرى قضاء البترون في محافظة الشمال.

## أصل التسمية
تعود التسمية إلى أصول عديدة:
1. كلمة Rishana من السريانية وتعني الرئيس أو المقدّم أو الحاكم الأول.
2. كلمة Rosha من العبرية والفينيقية وتعني القمّة أو رأس الجبل. ويرجّح الكاتب أنيس فريحة هذا الاحتمال.
3. كلمتا «راش» و«ريشا» من العبرية وتعنيان جمع المال والأثاث، أي اغتنى. ويصبح المعنى: قرية الأغنياء.
4. الاحتمال الرابع يفسّر التسمية بقرية الغزلان حديثة الولادة.

## الموقع
تقع بلدة راشانا في قضاء البترون في محافظة الشمال على ارتفاع 380 م عن سطح البحر. تبعد 49 كم عن بيروت و36 كم عن مركز المحافظة في طرابلس، وتمتدّ على مساحة 133 هكتاراً.
ويمكن الوصول إليها عبر سلوك طريق جسر المدفون - تحوم - راشانا.

## السكان
يقدّر عدد السكّان المسجّلين في سجلات الأحوال الشخصية بنحو 270 نسمة ويقدّر عدد المقيمين منهم بصورة دائمة بحوالي 107 نسمات. ويقيم الباقون في العاصمة بحثاً عن مستوى معيشي أفضل. تنتمي الأكثرية الساحقة من سكان هذه البلدة إلى المذهب الماروني. ويوجد في البلدة حوالي 47 منزلاً.

## السلطات المحلية
لا توجد بلدية في راشانا.

## المؤسّسات التربوية
توجد مدرسة واحدة خاصة تأسست في العام 1980 وتؤمّن التعليم من المرحلة الابتدائية حتى الثانوية. بلغ عدد الطلاب الذين يقصدون المدرسة من راشانا ومن ضيع مجاورة نحو 250 طالباً في العام 2004.

## الحياة الاقتصادية
يعتمد السكان على الزراعة، لا سيما زراعة الزيتون، كمصدر رزق لهم. وتوجد مؤسّسات أخرى كمعصرة زيتون، ومزرعة دواجن، ومزرعة ماشية، وبضعة محال وحوانيت تؤمّن المواد الغذائية والحاجيّات الأساسية للسكان.

## المشاريع
يعتمد السكان المقيمون في البلدة على زراعة اللوز والزيتون، بالإضافة إلى احترافهم النحت. ويوجد أيضاً مصنع لتعبئة المطافئ وبضعة محال تجارية صغيرة تؤمّن للأهالي المواد الغذائية والحاجيّات الأساسية.

## الآثار
تتميّز البلدة بالنحت وقد أسّس الإخوة بصبوص ـ ميشال وألفرد ـ  والأبناء  ـ أنوشار مع عائلاتهم متحفًا في الهواء الطلق .